# Budgie
Budgie este un mediu desktop care utilizează technologii din GNOME  ca GTK (> 3.x) și e dezvoltat de către proiectul Solus precum și de colaboratori din numeroase communități ca Arch Linux, Manjaro, openSUSE Tumbleweed și Ubuntu Budgie. Designul lui Budgie pune accent pe simplitate, minimalism și eleganță.

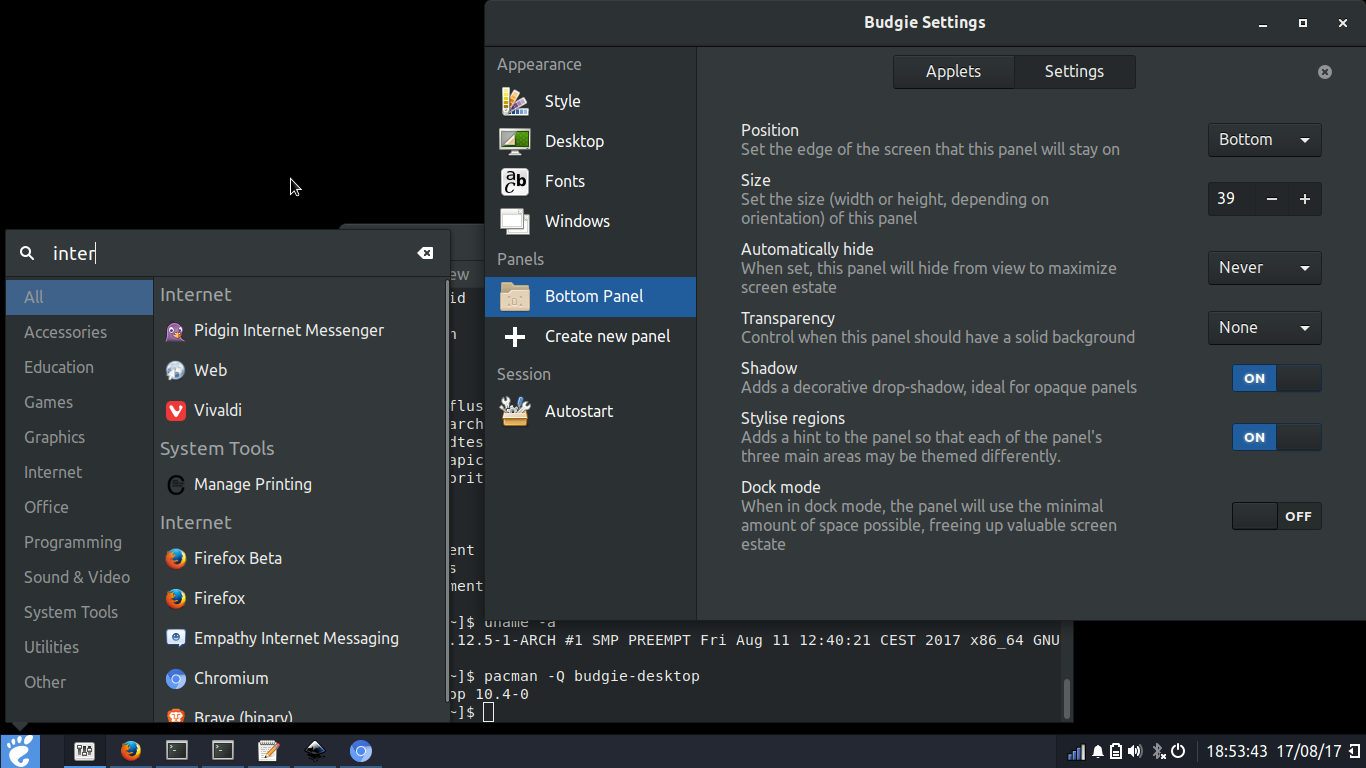
spațiul de lucru Budgie v10.4

## Aplicații
Spațiul de lucru Budgie se integrează strâns cu ecosistema GNOME, folosind tehnologii din GNOME pentru a oferi experiență de spațiu de lucru alternativă. Aplicațiile Budgie de regulă utilizează GTK și bare de antet similare aplicațiilor GNOME. Budgie construiește ceia ce e efectiv o listă de Favorite automat în timp ce utilizatorul lucrează, mutând categorii și aplicații spre topul meniului când ele sunt utilizate.